# ОФК Борац Бијело Поље
Омладински фудбалски клуб Борац, црногорски је фудбалски клуб из Бијелог Поља, који се такмичи у Трећој лиги Црне Горе — Сјевер.
Утакмице као домаћин игра на градском стадиону у Бијелом Пољу, чији је капацитет 4.000 мјеста.

## Историја
Основан је у децембру 2015. године, а у регистар Фудбалског савеза Црне Горе уписан је 2016. и почео је да се такмичи у Трећој лиги Сјевер од сезоне 2016/17. У првој сезони играо је у финалу Купа Сјеверне регије, гдје је изгубио од Пљеваља 2 : 0. Као финалиста регионалног купа учествовао је у Купу Црне Горе у сезони 2017/18. гдје је у првом колу изгубио 3 : 0 од Игала.
Сезону 2020/21. завршио је на другом мјесту, три бода иза Петњице, од које је изгубио 3 : 0 у гостима у претпоследњем колу. Сезону 2021/22. завршио је на петом мјесту, док је сезону 2022/23. завршио на трећем мјесту, иза Ибра и Пљеваља.

## Стадион
Утакмице као домаћин игра на градском стадиону у Бијелом Пољу, чији је капацитет 4.000 мјеста. Реновиран је 2005. године, а 2021. постављени су и рефлектори.

## Резултати у такмичењима у Црној Гори
| Сезона   | Степен | Лига                | Бр.екипа | Позиција  | Куп             |
| -------- | ------ | ------------------- | -------- | --------- | --------------- |
| 2016/17. | 3      | Трећа лига — Сјевер | 9        | 3. мјесто | Није учествовао |
| 2017/18. | 3      | Трећа лига — Сјевер | 10       | 2. мјесто | Прво коло       |
| 2018/19. | 3      | Трећа лига — Сјевер | 10       | 4. мјесто | Није учествовао |
| 2019/20. | 3      | Трећа лига — Сјевер | 8        | 2. мјесто | Није учествовао |
| 2020/21. | 3      | Трећа лига — Сјевер | 8        | 2. мјесто | Није учествовао |
| 2021/22. | 3      | Трећа лига — Сјевер | 8        | 5. мјесто | Није учествовао |
| 2022/23. | 3      | Трећа лига — Сјевер | 9        | 3. мјесто | Није учествовао |
| 2023/24. | 3      | Трећа лига — Сјевер | 9        | 2. мјесто | Није учествовао |
| 2024/25. | 3      | Трећа лига — Сјевер | 9        | 2. мјесто | Није учествовао |

## Успјеси
| Такмичење                         | Такмичење                         | Број                              | Година                            |                                   |                                   |
| Трећа лига Црне Горе — Сјевер — 0 | Трећа лига Црне Горе — Сјевер — 0 | Трећа лига Црне Горе — Сјевер — 0 | Трећа лига Црне Горе — Сјевер — 0 | Трећа лига Црне Горе — Сјевер — 0 | Трећа лига Црне Горе — Сјевер — 0 |
| --------------------------------- | --------------------------------- | --------------------------------- | --------------------------------- | --------------------------------- | --------------------------------- |
| Трећа лига                        | Првак                             | 0                                 |                                   |                                   |                                   |
| Куп регије Сјевер — 0             |                                   |                                   |                                   |                                   |                                   |
| Регионални куп                    | Побједник                         | 0                                 |                                   |                                   |                                   |
| Регионални куп                    | Финалиста                         | 1                                 | 2017                              |                                   |                                   |